# George Alan Vasey
George Alan Vasey (Malvern East, 29 de marzo de 1895 –  Cairns, 5 de marzo de 1945) fue un agente de Ejército australiano. Ascendió al rango de mayor general durante la Segunda Guerra Mundial, antes de morir en un accidente de avión cerca de Cairns en 1945.
Vasey se graduado del Real Colegió Militar de Duntroon en 1915 y servio en el Frente Occidental con la Fuerza Imperial australiana, por lo que sería condecorado con la Orden de Servicio Distinguido y dos veces mencionado en los despachos. Por casi veinte años, Vasey ocupó el rango de mayor, sirviendo como personal militar en Australia y con el Ejército indio.
Poco después del estallido de Segunda Guerra Mundial en septiembre de 1939, El lugarteniente General Thomas Blamey enlistó a Vasey a la 6.ª División. En marzo de 1941, Vasey comando la 19.ª Brigada de Infantería, la cual dirigió en la Batalla de Grecia y Batalla de Creta. Regresando a Australia en 1942, Vasey fue promovido como mayor general y se convirtió en vicejefe de la armada. En septiembre de 1942, asumió el comando de la 7.ª División, luchando contra el Imperio de Japón en la Campaña del Sendero de Kokoda y la Batalla de Buna-Gona. En 1943, embarco en su segunda campaña en Guinea Nueva, dirigiendo la 7.ª División en el aterrizaje en Nadzab y la consiguiente Campaña de la cordillera Finisterre.
A mediados de 1944, su salud se había deteriorado, por lo que evacuó a Australia, y por un tiempo fue declarado de no tener posibilidades de sobrevivir. A inicios de 1945 se había recuperado lo suficiente para ser renombrado a comandar la 6.ª División. Mientras volaba para asumir su nueva orden, el Lockheed Hudson en el que viajaba chocó en el mar, sin dejar supervivientes.

## Primeros años
George Alan Vasey nació en Malvern East, Victoria el 29 de marzo de 1895, el tercero de seis hijos de George Brinsden Vasey, un abogado, y su esposa Alice Isabel McCutcheon. Debido a que su padre también se llamaba George Vasey, su familia siempre le llamó Alan. Fue educado en la Escuela de Gramática de Camberwell y en la Universidad de Wesley, en Melbourne, donde convivió con Robert Menzies y Edward Milford. En Wesley, Vasey sirvió en los cadetes del ejército australiano, en el que se convertiría en un subteniente.
En 1913, ingresó a la Real Colegió Militar de Duntroon, Camberra. De 33 miembros de clase, de la cual Vasey se graduó décimo, nueve murieron en la Gran Guerra. Seis más tarde se convertirían en generales: Leslie Beavis, Frank Horton Berryman, William Bridgeford, John Austin Chapman, Edward James Milford y George Vasey. La guerra causó que su clase se graduara de manera abrupta, en junio de 1915.

## Primera Guerra Mundial
Vasey fue comisionado como lugarteniente en las fuerzas militares permanentes (ejército regular), y se unió la Fuerza Imperial Australiana (AIF, en inglés). Fue enviado a la 2.° División de artillería, y navegó a Egipto en diciembre de 1915. La 2.° División se dirigió a Francia en marzo de 1916. En agosto, Vasey fue ascendido a capitán, y se le otorgó el comando de la 13.° batería de campo en noviembre.
En febrero de 1917, Vasey fue asignado a la 11.º brigada de infantería del general de brigada James Cannan como aprendiz de capitán. En agosto de ese año, Vasey se convirtió en teniente de brigada de la 11.º brigada de infantería.
Sus recomendaciones fueron:

Durante el periodo entre el 4 a 12 de octubre de 1917, como teniente de brigada este oficial trabajo continuamente día y noche con fatídico esfuerzo y devoción a su trabajo.

Fue debido a la asistencia prestada por este oficial que el arduo trabajo fue llevado a cabo exitosamente.
En julio y agosto de 1917, cerca de Warneton este oficial mostró galantería conspicua en acción al supervisar el trabajo de los batallones en la línea de combate sin temor por su seguridad personal en una forma que fue eminentemente satisfactorio y merecedor de los mayores elogios.
Durante los 19 días en junio de 1917, que esta brigada estuvo en la línea frontal de Messines, El teniente Vasey llevó los deberes de la brigada con devoción y habilidad.

Este oficial ha sido teniente de brigada de esta brigada desde agosto de 1917 y durante todo este periodo que el ha trabajado con celo y habilidad de tal manera que su trabajo ha sido mayoritariamente exitoso, y ha ayudado materialmente en brindar a la brigada a su presente gran estándar de eficiencia.
James Cannan

En julio de 1918 Vasey fue asignado a sede de la 3.º división como oficial militar (GSO3), pero este trabajo fue breve; su sucesor en la 11.º brigada de infantería fue herido y Vasey regresó a su cargo anterior. Participó en el defensa de Amiens, la batalla de Amiens en agosto de 1918 y la batalla del canal de San Quintín en septiembre. Sería dos veces mencionado en despachos. Sirvió por un tiempo como GSO2 de la 3.º división antes de embarcar de regreso a Australia el 14 de septiembre de 1919.

## Entre las guerras
Vasey regresó a la PMF, en qué obtuvo el rango sustantivo de lugarteniente y el rango honorario de teniente. Se desanimo sobre sus perspectivas con el ejército que, estudiando por la noche, calificó como contador.  Se casó con Jessie Mary Halbert iglesia de Inglaterra St. Matthew, en Glenroy, Victoria el 17 de mayo de 1921. Compraron una casa en Kew, Victoria con un préstamo de servicio de guerra.
Vasey tuvo una serie de publicaciones en Australia e India. Entre 1928 y 1929, asistió a la Universidad de Comando y Personal en Quetta, India. Bernard Montgomery fue uno de sus instructores. En octubre de 1934, fue nombrado como teniente de brigada una vez más. Con un oficio secundario como GSO2 en la sede de la 1.º división india, su último oficio en India fue otra vez como la teniente de brigada, entre abril de 1936 a marzo de 1937. Por noviembre de 1934 su rango sustantivo era el de capitán, pero mientras tuvo el brevete y el rango local de teniente, no sería ascendido al rango sustantivo de teniente hasta el 1 de marzo de 1935. Vasey fue finalmente ascendido a breveteteniente coronel el 12 de mayo de 1937, después de casi 20 años como teniente, aunque sería promovido al rango sustantivo el 2 de noviembre de 1939. Esto no fue inusual, y esto forjó un sentido de injusticia y frustración entre agentes regulares, quienes se sintieron superados por los oficiales de la CMF, quienes habían logrado promoción más rápida.

## Segunda Guerra Mundial

### Medio Oriente y Grecia
Poco después del estallido de la Segunda Guerra Mundial en septiembre de 1939, el lugarteniente general Sir Thomas Blamey asignó a Vasey a la 6.º división como su ayudante adjunto general y oficial de intendencia general (AA&QMG, en inglés), el oficial superior del personal de logística de la división. En la segunda Fuerza Imperial Australiana, recibió el número de serie VX9. Vasey embarcó rumbo a la región palestina como comandante del partido de avance de la división en diciembre de 1939.

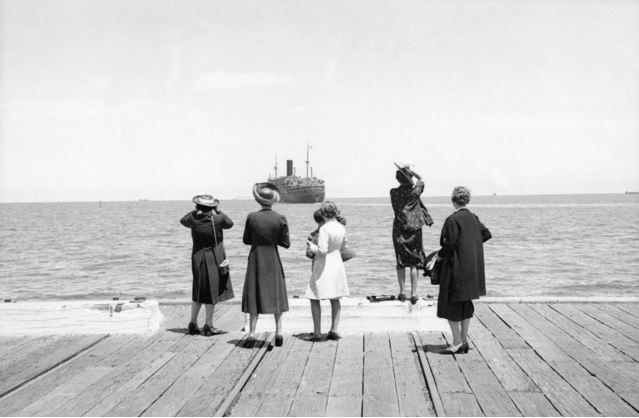
Amigas y familia en el muelle despidiéndose del barco de transporte de tropas RMS Strathallan llevando el partido de avance de la 6.º división de la Fuerza Imperial Australiana a servir en el extranjero.

Gavin Long notó que Vasey era "altamente enfocado, vigoroso, trabajador. Encubría una naturaleza emocional y sentimental detrás de una máscara lacónica y de pocas palabras. A pesar de que fue nombrado para encabezar el personal administrativo, tenía el deseo de dirigir a las tropas australianas como su comandante." A pesar de todo, Vasey quedó como AA&QMG durante la batalla de Bardia. Después de la captura de Tobruk en enero de 1941, reemplazó a Frank Berryman como GSO1.
En marzo de 1941, Vasey fue promovido como brigadier provisional y tomó el comando de la 19.º brigada de infantería de la 6.º división tras la salida de Horacio Robertson a Australia en por motivos médicos. Dirigió a la brigada en Grecia, donde sufrió una derrota en la batalla de Vevi. Las instrucciones de Vasey a sus hombres utilizaban muchas muletillas suyas: "Aquí estás malditamente bien y aquí maldita sea te quedas. Y si algún maldito alemán se interpone entre tu puesto y el siguiente, dale la vuelta a tu maldita bren y dispárale en el culo." La 19.º brigada de infantería fue movida a Creta, donde lucharon en la batalla de Creta. Vasey fue elogiado por su trabajo en Creta y sería de los últimos en ser trasladado a Egipto, pero 3,000 australianos fueron tomados como prisioneros. A pesar de que la batalla fue una derrota amarga, el rendimiento de Vasey se consideró excepcional; fue nombrado un Comandante de la Orden del Imperio británico (CBE), se le otorgó una medalla a su DSO, y más tarde la Cruz Griega de Guerra.

### Campaña en Papúa
Vasey regresó a Australia en diciembre de 1941 para convertirse en jefe de Estado mayor de las fuerzas domésticas, con el rango de teniente general, el cual se convirtió en sustantivo el 1 de septiembre de 1942. A la edad de 46 años, se convirtió en el general más joven en el ejército australiano para su tiempo. Su nueva orden tuvo la finalidad de entrenar y organizar al ejército en Australia, asignación urgente tras la entrada de Japón a la guerra. En marzo de 1942, Vasey, junto con Teniente General Edmund Herring y el brigadier Clive Steele, comunicaron al Ministro de Ejército Frank Forde de una propuesta en la que todos los agentes arriba de 50 años deberían ser inmediatamente retirados y el Teniente General Horacio Robertson nombrado Comandante en Jefe. La "revuelta de los generales" colapsó con la noticia que Blamey regresaba del Oriente Medio para convertirse en Comandante en Jefe. En la reorganización que siguió de su regreso, Blamey nombró a Vasey Jefé Adjunto del Estado Mayor (DCGS, en inglés). Los dos hombres trabajaron estrechamente, con Vasey comunicando las órdenes de Blamey a los comandantes en el campo de batalla. Con el establecimiento de Sede Avanzada de Tierra (Landops, en inglés) en St Lucia, Queensland, Vasey se convirtió en el principal oficial de personal operando allí.
En septiembre de 1942, Blamey decidido para enviar la 6.º División a Papúa para ayudar a sofocar el avance japonés a lo largo del sendero de Kokoda. Visitó al lugarteniente general Sydney Rowell, comandante de Fuerza de Nueva Guinea y los I Corps en Puerto Moresby, y le preguntó a quién prefería para comandar la división. Rowell seleccionó a Vasey, por lo que se convertiría en comandante de la 6.º división, y fue reemplazado como DCGS por Berryman. Más tarde ese mes, el general Douglas MacArthur y el primer ministro John Curtin ordenaron a Blamey para tomar comando personal de Fuerza de Guinea Nueva. Después de una pelea, Blamey relevó a primero a Rowell, reemplazándolo con Herring, y el  entonces teniente general Arthur "Tubby" Allen de la 7.º División. El 27 de octubre, Vasey voló hasta Myola para relevar a Allen.
Bajo el comando de Vasey, la 7.º división recapturo Kokoda el 2 de noviembre. Empujó a las tropas hacia la costa del norte de Papúa, solo para ser parado por el ejército japonés poco antes de su objetivo definitivo. La división estuvo forzada a luchar una batalla sangrienta alrededor de Buna, y, en junto con tropas americanas bajo el comando del lugarteniente general Robert L. Eichelberger, finalmente derrotarón a los japoneses y capturaron Gona. Después de la campaña, la 7.º división regresó a Australia. Los hombres se fueron de vacaciones antes de volver a reunirse para entrenar en la meseta Atherton. Vasey fue de vacaciones a Melbourne, pero tuvo que ser ingresado al Hospital Militar Heidelberg para tratarse de malaria.

### Campaña de Nueva Guinea

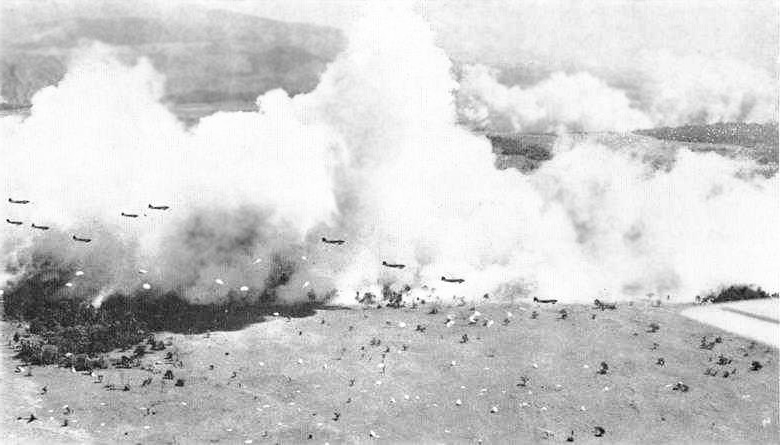
Nadzab, Nueva Guinea, 5 de septiembre de 1943. Tropas paracaidistas de la 503.º división de infantería de Estados Unidos toman la pista de aterrizaje en Nadzab, dejando la 7.º división para despegar. El general Vasey estaba en el avión de qué la fotografía fue tomada.

Por julio de 1943, la 7.º división estaba en camino de regreso a Puerto Moresby. Vasey voló para trabajar en arreglos con Herring y el comandante de aéreo en Guinea Nueva, el teniente general Ennis Whitehead de la Quinta Fuerza Aérea de Estados Unidos. Inspirado por su experiencia en Creta, Vasey propuso utilizar tropas paracaidistas, y presionó a sus superiores para un regimiento total en vez del batallón previamente asignado. La nueva campaña abrió el 5 de septiembre de 1943 con un lanzamiento de paracaídas del 503.º Regimiento de Paracaidistas de Infantería de los Estados Unidos en pleno día para tomar la pista de aterrizaje en Nadzab en el Valle de Markham. Fueron pronto reforzados por las tropas australianas y papúes que habían avanzado por tierra desde Wau, seguido por la 25.º Brigada de Infantería de la 7.º División, la cual voló en por aire.
La 25.º Brigada de Infantería avanzó bajo el Valle de Markham y entraron a Lae el 16 de septiembre. La división entonces avanzó arriba del Valle de Markham y abajo el Valle de Ramu. Una serie de operaciones siguió. Primero, comandos del 2 y 6.º Compañía Independiente capturaron Kaiapit en la Batalla de Kaiapit el 19 de septiembre. Vasey voló allí el 21 de septiembre en una Piper Cub, seguido por su 21.º Brigada de Infantería, bajo el comando del Brigadier Ivan Dougherty. La 21.º  Brigada de Infantería avanzó a Gusap y después a Dumpu, donde Vasey establecido su sede el 10 de octubre. Finalmente, avanzó a la cordillera Finisterre, donde se detuvo por problemas de logística. En el campaña de la Cordillera Finisterre, la 7.º División capturó a Shaggy Ridge y avanzaron a través de las montañas hacia Madang.

## Muerte y legado
A pesar de sus logros, Vasey fue dos veces rechazado para la promoción. En noviembre de 1943, el anuncio del apuntamiento del lugarteniente General Iven Mackay como Alto Comisario de la India, y la promoción subsiguiente del Lugarteniente General Leslie Morshead para comandar las fuerzas de Nuevo Guinea y el Segundo Ejército, creó una vacante en II Corps, el cual fue llenado por un viejo rival de Vasey, Frank Berryman. En febrero de 1944, el apuntamiento del Lugarteniente Sir Edmund Herring como Jefe de Justicia del Tribunal Supremo de Victoria, llevó a una vacante en los I Corps, por lo que el General Blamey nominó a Vasey y el Teniente General Stanley Savige, pero recomendó el último. El ministro del ejército Frank Forde preguntó por la recomendación de Blamey, la cual era muy inusual, y preguntó por el Oficial Superior. Siendo informado que Savige era el superior de Vasey—a pesar de no ser del más alto rango como Arthur "Tubby" Allen o James Cannan— el abandono su objeción. El General Douglas MacArthur consideró el reemplazo Vasey  "indignante". Todavía Blamey no había perdido la fe en Vasey; Cuando se le preguntó en una función social sobre su opinión sobre Vasey, Blamey lo llamó al otro lado de la habitación. "Allí, señoras y señores," declaró Blamey, "es mi comandante ideal."

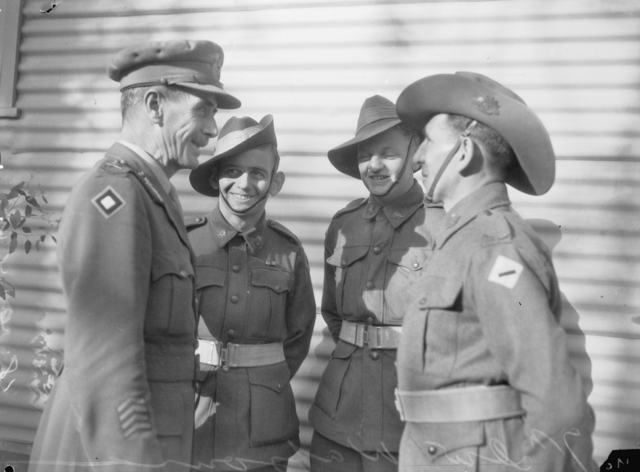
Vasey charla con tres de sus hombres. La preocupación y la relación de Vasey con sus hombres fue un factor clave en su éxito como general.

Blamey tenía razones para estar preocupado por la salud de Vasey. Vasey bebía alcohol frecuentemente, y fue hospitalizado en Nueva Guinea en febrero de 1944 por una condición en la piel, y otra vez en Australia en marzo de 1944 con una infección de vía respiratoria. En junio de 1944, se enfermó con malaria y agudo neuropatía periférica, y por un tiempo no se tenía esperado que viviera. Soldados de la 7.º División en el hospital constantemente preguntaban al personal sobre su progreso. Los hombres le llamaron "Bloody George", no después de sus problemas, pero por su adjetivo favorito, y el estilo de comando de Vasey inspiraba lealtad en sus hombres. "Vasey posee la 7.º" escribió un periodista de Melbourne, "pero cada hombre en la división cree que posee a Vasey." Sería otra vez mencionado en los despachos el 21 de julio de 1944.
Vasey se recuperó lentamente. En octubre de 1944, Blamey instaló un comité de planificación del ejército de posguerra al mando de Vasey para informar sobre el futuro del Real Colegio Militar y la formación y educación de los Cuerpos de Personal. Vasey pidió un ejército regular expandido de 20 000 hombres. Su informe recomendó que el curso en Duntroon profundizó profesionalmente y académicamente al nivel de un título universitario de pregrado. Las recomendaciones del informe no fueron aceptadas por el gobierno pero señalarón al futuro, en qué el Ejército se convertiría cada vez más profesional. En febrero de 1945, Frank Forde presiono por darle otra orden activa a Vasey. Blamey, quién todavía tenía dudas sobre la salud física de Vasey a pesar de recibió una A por la junta médica del ejército, a regañadientes le nombró para mandar a la 6.º División, entonces en acción en la Campaña Aitape-Wewak.

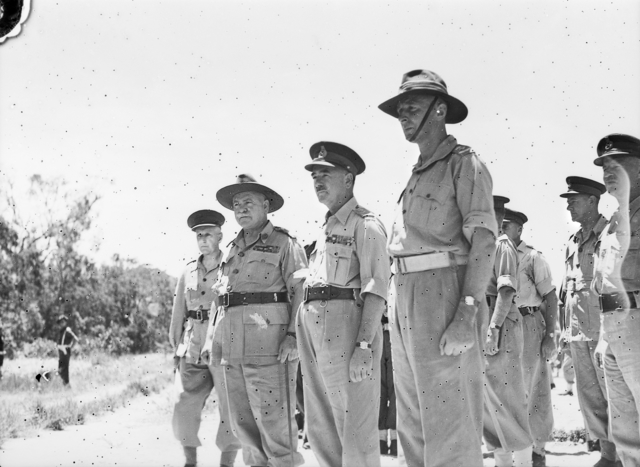
Generales Simpson, Blamey, y Morshead muestran sus respetos en el servicio de funeral militar para los Generales Vasey y Downes en Cairns. Un servicio conmemorativo público era también realizado en Melbourne.

Vasey voló al norte para asumir su orden nueva. La aeronave en la que viajaba Vasey, una RAAF Lockheed Hudson Un16-118, despegó de la Estación Archerfield de la RAAF en la tarde del 5 de marzo de 1945. Debido a un ciclón que estaba devastando la costa de Queensland , la aeronave chocó con el mar, aproximadamente a 400 metros de la playa de Machans, justo al norte de la boca del Río Barron, 2 kilómetros del Aeropuerto de Cairns. Vasey murió en el accidente junto con todos a bordo. Se convirtió en el cuarto oficial australiano de mayor rango en morir en la Segunda Guerra Mundial, después de General Sir Cyril Brudenell White (quién murió en el  accidente de Houston de 1940), el Lugarteniente General Henry Wynter, y el Teniente General Rupert Downes (quién murió junto a Vasey). El cuerpo de Vasey fue recuperado del lugar de accidente y fue enterrado con honores militares en el cementerio de Cairns junto a Downes y Lugarteniente Coronel G. A. Bertram. Para portadores, Vasey tuvo a los Tenientes Generales Edward Milford y George Wootten y los Brigadiers Frederick Chilton, Ivan Dougherty, Kenneth Eather, John O'Brien, Henry Wells y David Whitehead.
La preocupación de Vasey en sus hombres sobrevivió. Jessie llegó a fundar el War Widow's Guild, sirviendo como su presidente hasta su muerte en 1966. Así, "el legado de guerra de George Vasey, era una sociedad australiana más compasiva." Como comandante militar, Vasey demostrado que un oficial regular podría ser un "comandante ideal" y no solo un oficial de personal competente. Vasey aceleró la transición de posguerra del ejército australiano a una fuerza profesional dominada por soldados regulares. El historiador David Horner escribió: "No sólo era su comando marcado por su estilo táctico, innovación e imaginación, pero él también demostraba calidades notables de liderazgo en situaciones adversas. Vasey dirigió no solo a través de pericia técnica pero por ejemplo, personalidad, y una preocupación genuina por sus hombres."
Actualmente los documentos de Vasey se encuentran en la Biblioteca Nacional de Australia, y sus condecoraciones se encuentran en el Monumento de Guerra australiano, en su retrato. Una última mención en los despachos estuvo publicado tres días después de su muerte. El Consejo del Condado de Mulgrave (Cairns) nombró la explanada de la playa Trinity la "Explanada Vasey" en su honor y erigió una placa en una pared conmemorativa de ladrillo para rendir honor a los once miembros del personal de servicio perdidos en el accidente..